# Павловское (Лотошинский район)
Павловское — деревня в Лотошинском районе Московской области России.
Относится к городскому поселению Лотошино, до реформы 2006 года относилась к Кировскому сельскому округу. Население — 3 чел. (2010).

## География
Расположена в северо-восточной части городского поселения, примерно в 7 км к северу от районного центра — посёлка городского типа Лотошино, на южном берегу озера Алпатово, недалеко от автодороги Р90.
Соседние населённые пункты — деревни Рождество, Клетки, а также Хилово сельского поселения Микулинское. Автобусное сообщение с городом Тверью, райцентрами Лотошино и Шаховская.

## Исторические сведения
На карте Тверской губернии 1850 года А. И. Менде — Павлова.
По сведениям 1859 года — деревня Татьянковской волости Старицкого уезда Тверской губернии (Ново-Васильевский приход) в 54 верстах от уездного города, на возвышенности, с 8 дворами, 2 прудами, 3 колодцами и 71 жителем (38 мужчин, 33 женщины).
В «Списке населённых мест» 1862 года Павловское — владельческая деревня 2-го стана Старицкого уезда по Волоколамскому тракту, при пруде, с 5 дворами и 53 жителями (28 мужчин, 25 женщин).
В 1886 году — 16 дворов, 95 жителей (43 мужчины, 52 женщины), 18 семей.
В 1915 году насчитывалось 18 дворов, а деревня относилась к Федосовской волости.
С 1929 года — населённый пункт в составе Лотошинского района Московской области.

## Население
| 1859 | 1886 | 2002 | 2006 | 2010 |
| ---- | ---- | ---- | ---- | ---- |
| 53   | ↗95  | ↘15  | ↘6   | ↘3   |